# كارلوس هيريرا
كارلوس هيريرا ذ لونا (بالإسبانية: Carlos Herrera y Luna)‏ (26 أكتوبر 1856 - 3 يوليو 1930) كان يمثل رئيس غواتيمالا من 30 مارس 1920 إلى 15 سبتمبر 1920 ورئيس غواتيمالا من 16 سبتمبر 1920 حتى 10 ديسمبر 1921.